# 1936 na televisão

## Nascimentos
| Data           | Nome                      | Profissão                                             | Nacionalidade  | Observações | Ref    |
| -------------- | ------------------------- | ----------------------------------------------------- | -------------- | ----------- | ------ |
| 28 de janeiro  | Alan Alda                 | ator, diretor e escritor                              | Estados Unidos |             |        |
| 12 de março    | Carlos Alberto de Nóbrega | ator, comediante e humorista                          | Brasil         |             |        |
| 13 de março    | Maria Teresa              | humorista                                             | Brasil         | m. 1999     | [ 1 ]  |
| 26 de março    | Valentino Guzzo           | produtor de televisão, cantor, compositor e humorista | Brasil         | m. 1998     |        |
| 7 de abril     | Del Monroe                | ator                                                  | Estados Unidos | m. 2009     |        |
| 9 de maio      | Dedé Santana              | ator e comediante                                     | Brasil         |             |        |
| 30 de maio     | Glória de Matos           | atriz                                                 | Portugal       |             |        |
| 8 de junho     | James Darren              | ator                                                  | Estados Unidos | m. 2024     | [ 2 ]  |
| 29 de junho    | Henrique Viana            | ator                                                  | Portugal       | m. 2007     | [ 3 ]  |
| 8 de julho     | Altair Lima               | ator                                                  | Brasil         | m. 2002     |        |
| 16 de julho    | Bolinha                   | apresentador de tv e radialista                       | Brasil         | m. 1998     | [ 4 ]  |
| 30 de julho    | John P. Ryan              | ator                                                  | Estados Unidos | m. 2007     | [ 5 ]  |
| 25 de agosto   | Filipe Ferrer             | ator e dramaturgo                                     | Portugal       | m. 2007     | [ 6 ]  |
| 9 de setembro  | Roni Rios                 | comediante e humorista de rádio e televisão           | Brasil         | m. 2001     | [ 7 ]  |
| 28 de setembro | Emiliano Queiroz          | ator                                                  | Brasil         | m. 2024     | [ 8 ]  |
| 5 de outubro   | Moacyr Franco             | cantor e comediante                                   | Brasil         |             |        |
| 22 de outubro  | Rolando Boldrin           | apresentador, ator, cantor, compositor                | Brasil         | m. 2022     | [ 9 ]  |
| 27 de outubro  | Maria Pompeu              | atriz e ex-vedete                                     | Brasil         |             |        |
| 28 de outubro  | Maria Esmeralda           | atriz                                                 | Brasil         |             |        |
| 31 de outubro  | Michael Landon            | ator, escritor, produtor e diretor de cinema          | Estados Unidos | m. 1991     | [ 10 ] |
| 13 de novembro | Anita Guerreiro           | atriz e fadista                                       | Portugal       |             |        |
| 27 de novembro | Joel Barcellos            | ator                                                  | Brasil         | m. 2018     | [ 11 ] |
| 8 de dezembro  | David Carradine           | ator                                                  | Estados Unidos | m. 2009     | [ 12 ] |

## Mortes
| Data | Nome | Profissão | Nacionalidade | Observações | Ref |
| ---- | ---- | --------- | ------------- | ----------- | --- |